# Operación Furtive Bear
La Operación Furtive Bear (en español, Oso Furtivo) fue un operativo militar secreto desarrollado por la Fuerza Aérea de los Estados Unidos (USAF) entre los años 1991 y 1992 para fotografiar bases, aeródromos e instalaciones clandestinas de producción de droga a lo largo del valle alto del río Huallaga, Perú.
Las aeronaves de la USAF que participaron en el operativo siguieron el rastro de 3.816 aviones que transitaban por la región, de los cuales 11 fueron obligados a aterrizar para su investigación.

## Incidente del 24 de abril
El 24 de abril de 1992 a las 4:58 p. m. un C-130H Hercules espía de la USAF es interceptado a 70 millas de la costa del Perú, dentro de las 200 millas de mar peruano, por dos cazas Su-22 Fitter de la Fuerza Aérea del Perú.  
Los cazas peruanos ordenan a la nave estadounidense cambie su rumbo a Talara, Piura.
Ante la negativa de los pilotos estadounidenses, comienza el ataque aéreo peruano, produciendo una descompresión en cabina. 
El primer ataque ocasionó la muerte del sargento mayor Joseph Beard Jr, el cual salió aspirado fuera del aparato sin paracaídas. El C-130 descendió y encaró la costa peruana en busca de un lugar en donde aterrizar. Los Su-22 volvieron a disparar contra la aeronave, causando graves heridas al sargento Ronald Hetzel y heridas diversas a otros tres. El C-130 finalmente aterrizó en una base aérea cerca de Talara, en el noroeste de Perú.
Las razones por las cuales el C-130 fue interceptado y posteriormente atacado divergen. La diplomacia peruana adujo que el C-130 no pudo ser identificado como estadounidense; sus marcas identificativas no eran claramente visibles e hizo caso omiso de los requerimientos de los cazas interceptores, lo que llevó a interpretar que el avión estaba siendo utilizado por narcotraficantes. Según información exclusiva de la revista Newsweek publicada en mayo de 1993, el coronel Carlos Portillo Vasquez, comandante de la base de la Fuerza Aérea de Perú, no tenía dudas de que la nave interceptada y contra la cual dispararon los pilotos bajo su mando pertenecía a la USAF. Además, también según la misma publicación, varios oficiales estadounidenses opinaron que el C-130 pudo haber sido atacado por espiar comportamientos corruptos entre algunos militares peruanos y narcotraficantes.
La aeronave estadounidense fue recuperada y las tripulaciones, tanto estadounidense del C-130H como peruana de los Su-22, fueron condecoradas. El entonces considerado presidente de Perú, Alberto Fujimori, pidió disculpas a George Bush por el incidente.